# ウルフ転位
ヴォルフ転位（ヴォルフてんい、英: Wolff rearrangement）は、有機化学における転位反応のひとつで、α-ジアゾケトンからケテンが生成する反応である。1912年にルートヴィヒ・ヴォルフにより報告された。
生成物であるケテンに水やアルコールが求核付加するとカルボン酸やエステルが生成する。

## 反応機構
加熱や光照射、または酸化銀などの遷移金属触媒によりα-ジアゾケトンから窒素が脱離することでカルベンが生成する。生成したカルベンが1,2転位を起こしケテンが生成する。

## 応用
ヴォルフ転位を鍵反応とし、カルボン酸ハロゲン化物とジアゾメタンから炭素が1個増えたカルボン酸誘導体を得る手法をアーント・アイシュタート合成と呼ぶ。増炭反応の一種である。